# Назовні (фільм)
«Назо́вні» (англ. Outside) — документальний фільм спостереження за підлітком Ромою. Від 13-ти річного активіста революції Гідності до повнолітнього парубка, який після виховання в дитячому центрі реабілітації повертається в рідне провінційне місто та намагається адапутавутись до дорослого життя.

## Синопсис
Фільм охоплює життя підлітка Роми протягом семи років. Рома, випускник центру реабілітації для дітей, позбавлених батьківського піклування, повертається в рідне провінційне містечко. Але він не має ані житла, ні підтримки, у перший день повноліття фактично опинившися на вулиці. Аж поки його старший брат, який нещодавно вийшов із в’язниці, не бере його під своє крило.  Самостійне життя захоплює Рому у вир карколомних подій, де, немов іскри пам’яті, з’являються епізоди з його дитинства — від барикад Революції гідності до безтурботного перебування в дитячому будинку..

## Виробництво
Фільм, який став повнометражним дебютом режисерки Ольги Журби, знімався упродовж 7 років.
Для мене Рома – це збірний образ дітей, які змалечку ростуть в жахливих життєвих обставинах. Їх покидають батьки, доля, але найгірше, що з ними трапляється – це байдужість суспільства. Ми помічаємо цих дітей, тільки коли вони шкодять нам, а потім саджаємо їх за ґрати. Але що, якби ми помітили їх раніше?— Ольга Журба, https://usfa.gov.ua/press-center/pislya-cphdox-strichka-olgy-zhurby-nazovni-bere-uchast-u-konkursi-kinofestyvalyu-hot-docs-u-toronto-i11986
Операторську роботу виконав Володимир Усик.
Фінансову підтримку виробництва було здійснено за рахунок державних коштів отриманих в рамках Дванадцятого конкурсного відбору Держкіно. Також проєкт було підтримано та профінансовано за рахунок Міністерства культури та інформаційної політики України, IDFA Bertha Fund, Нідерландського кінофонду, Данського кіноінституту, Фонду підтримки міжнародних медіа, Міністерства Закордонних Справ Данії, Visions Sud Est, Ukrainian Institute та інших.
У 2019 році проєкт фільму під робочою назвою «Рома» (англ. Roma) демонструвався в межах «Ukrainian Doc Preview» кінофестивалю Docudays UA (Київ), після чого Ольга Журба заручилася підтримкою кінокомпаній «Final Cut for Real» (Данія) та «Tangerine Tree» (Нідерланди), які долучилися до копродакшину. Того ж року Дар’я Бассель, очільниця індустрійної платформи DOCU/ПРО, та Вікторія Хоменко, координаторка з комунікацій індустрійної платформи, взяли участь з проектом «Рома» у воркшопі «Ex Oriente» а також «Eurodoc».
У 2020 році проєкт фільму демонструвався на європейських кіноринках, зокрема «East Doc Platform» (Прага) та «Sunny Side of the Doc» (Ла-Рошель).

Обкладинка прем'єрного трейлеру фільму «Назовні».

4 березня 2022 року компанія «Deckert Distribution Gmbh» (Німеччина) оголосила про те що викупила права на дистриб'юцію фільму.
25 березня 2022 року, на Копенгагенському міжнародному фестивалі документального кіно відбулась світова прем'єра фільму під фінальною назвою «Назовні» (англ. Outside). Трейлер фільму, спеціально змонтований для кінофестивалю, був представлений 8 березня 2022 року, за кілька тижнів до кінофестивалю.
У травні 2022 року прем'єра фільм у відбулась на кінофестивалях у Польщі та Сербії.

Обкладинка офіційного трейлеру фільму «Назовні».

29 вересня 2022 року, Державне агентство України з питань кіно YouTube-каналі представило офіційний трейлер фільму.
4 жовтня 2022 року, в межах кінофестивалю «Kharkiv MeetDocs Eastern Ukrainian Film Festival» у кінотеатрі «Жовтень» (Київ) відбулась українська прем'єра фільму.
У листопаді 2022 року прем'єра фільму відбулася на різних кінофестивалях в Угорщині, Канаді, Фінляндії та Іспанії.
Станом червень 2023 року фільм продовжували демонструвати на різних міжнародних кінофестивалях у країнах Європи, в тому числі і в Україні.

## Сприйняття
Фільм отримав загалом схвальні відгуки від світових критиків.
На сайті IMDb рейтинг фільму за результатами 23 голосів становить 6.9 балів з 10.

## Визнання
| Нагороди та номінації фільму «Назовні» (робоча назва «Рома») | Нагороди та номінації фільму «Назовні» (робоча назва «Рома») | Нагороди та номінації фільму «Назовні» (робоча назва «Рома»)                                 | Нагороди та номінації фільму «Назовні» (робоча назва «Рома») | Нагороди та номінації фільму «Назовні» (робоча назва «Рома») | Нагороди та номінації фільму «Назовні» (робоча назва «Рома») |
| Рік                                                          | Нагорода                                                     | Категорія                                                                                    | Номінант                                                     | Результат                                                    |                                                              |
| ------------------------------------------------------------ | ------------------------------------------------------------ | -------------------------------------------------------------------------------------------- | ------------------------------------------------------------ | ------------------------------------------------------------ | ------------------------------------------------------------ |
| 2020                                                         | Кіноринок «East Doc Platform» в Празі                        | Ґран-прі                                                                                     | «Рома»                                                       | Перемога                                                     |                                                              |
| 2020                                                         | Кіноринок «Sunny Side of the Doc» у Ла-Рошель                | «Найкраща презентація проєкту» у категорії «Фільми на соціальну тематику»                    | «Рома»                                                       | Перемога                                                     |                                                              |
| 2022                                                         | Human Rights Film Festival Berlin                            | «Willy Brandt Documentary Award for Freedom and Human Rights» в категорії «Best Documentary» | «Назовні»                                                    | Перемога                                                     |                                                              |
| 2022                                                         | Kharkiv MeetDocs Eastern Ukrainian Film Festival             | «Приз журі» в «Національному конкурсі»                                                       | «Назовні»                                                    | Перемога                                                     |                                                              |
| 2022                                                         | Kharkiv MeetDocs Eastern Ukrainian Film Festival             | «Спеціальна відзнака» Спілки кінокритиків України                                            | «Назовні»                                                    | Перемога                                                     |                                                              |
| 2022                                                         | Bilbao International Festival of Documentary and Short Films | «ZINEBI First Film Award» в категорії «Best Film»                                            | «Назовні»                                                    | Номінація                                                    |                                                              |
| 2022                                                         | Hot Docs Canadian International Documentary Festival         | «Best International Documentary» в категорії «Best Documentary»                              | «Назовні»                                                    | Номінація                                                    |                                                              |
| 2022                                                         | Копенгагенський міжнародний фестиваль документального кіно   | «DOX:AWARD»                                                                                  | «Назовні»                                                    | Номінація                                                    |                                                              |
| 2022                                                         | Одеський міжнародний кінофестиваль                           | «Golden Duke» в категорії «National Competition Program»                                     | «Назовні»                                                    | Номінація                                                    |                                                              |
| 2022                                                         | Millennium Docs Against Gravity                              | «First Appearance Award»                                                                     | «Назовні»                                                    | Номінація                                                    |                                                              |

## Цікаві факти
- У 2015 році про Рому Савельєва було створено короткометражний 14-хвилинний документальний фільм «Ромка» (англ. Romka).[48] Фільм був знятий студіями «Afineevsky – Tolmor Production» та «Pray for Ukraine Production», а  режисером фільму був Євген Афінєєвський.[49] Відеоматеріал з цього короткометражного фільму включений у повнометражний документальний фільм «Зима у вогні», створеного тією ж самою знімальною групою.[50]